# 大山道広
大山 道広（おおやま みちひろ、1938年9月18日 - 2017年5月2日）は、日本の経済学者。慶應義塾大学名誉教授。大山道廣とも書く。

## 経歴
1938年に東京都に生まれる。1961年に慶應義塾大学経済学部を卒業し、1967年に同大学経済学研究科博士課程を単位取得退学する。1968年にフルブライト奨学金によりロチェスター大学に留学。1972年に同大学より博士号を授与される。同年に慶應義塾大学経済学部に助教授として着任し、1980年に教授に昇任する。2004年に同大学を定年退職し、名誉教授となる。その後移籍した東洋大学も2009年に定年退職となる。1998年から1999年まで日本経済学会の会長を、2002年から2004年までは日本国際経済学会の会長を務めた。1986年から1990年までJournal of the Japanese and International Economiesの編集委員、Keio Economic Studies、International Economic Review、Pacific Economic Reviewの副編集者としても学術界に貢献した。ニューサウスウェールズ大学、ミネソタ大学、テルアビブ大学で在外研究に取り組んだ。30篇の査読付き英文雑誌に掲載された論文と、33編の和文雑誌に掲載された論文、7冊の著書（共著、編著を含む）と4冊の訳書を執筆した。

## 人物
大学では山本登の世界経済論の講義に魅了され、山本のゼミナールに所属する。卒業論文の『低開発国援助問題試論』は、援助問題を歴史的背景から位置づけようとするアプローチをとっており、「山本先生の世界経済論の手法の単純な応用ないし焼き直しのように見える」と述べている。山本ゼミの先輩の矢内原勝に受けた学恩も大きかったと述べている。山本ゼミの同期には中央大学名誉教授の田中拓男、ウィスコンシン大学ミルウォーキー校名誉教授の仁保義男などがいる。ロチェスター大学での留学中はロナルド・ジョーンズとライオネル・マッケンジーに大きな影響を受ける。
慶應義塾大学経済学部の教員の研究水準を上げるために、教員の教務負担（大山の言葉ではティーチング・ロード）を軽減すること、具体的には教員の数を増やしてコマ数を減らす、あるいは複数の教員が合同で講義を担当できるようにすることを提言していた。大学内の学部間の垣根について、学生が1・2年時に学んだことを基に専門分野を選択できるように、そして教員の人材配置を効率化するために、「文・経・法・商ぐらいは全部学部の壁を取り払ってしまう」ことも提言していた。さらに、国際的な研究・教育の交流を盛んにして、特に大学院教育のレベルを上げることが必要であると述べていた。
現在（当時）の経済問題との関りを重視した講義、学生からの質問を歓迎する相互作用のある講義、研究補助員（ティーチングアシスタント）による補助講義などを行っていた。多くの後継者を育て、彼の門下として学んだ研究者には慶應義塾大学の嘉治佐保子、白井義昌、津曲正俊、遠藤正寛、上智大学の蓬田守弘、筑波大学の黒川義教、一橋大学の杉田洋一などがいる。
2017年5月に逝去し、同年に逝去した一橋大学の池間誠と大山の追悼のためのコンファレンスが2019年に開催された。発表された論文をもとに、日本国際経済学会の学会誌であるThe International Economyに追悼巻が組まれた。

## 研究業績
国際経済学、特に国際貿易論の分野で顕著な業績をあげた。
- 1972年に公刊された"Trade and Welfare in General Equilibrium"という題目の論文では、関税同盟が形成されても、加盟国が非加盟国との貿易水準を関税同盟形成前の水準に維持できるような関税率が存在することを示した。この結果は大山＝ケンプ＝ワンの定理 (英: The Ohyama-Kemp-Wan Theorem)として知られている[7][10]。アビナッシュ・ディキシットとビクター・ノーマン（英語: Victor Norman）のTheory of International Trade, 1980, Cambridge University Pressでも引用されており、大山の代表的な論文の一つと言える。
- 「人間関係の経済学」という題目の論文を発表しており、人間関係をモデルに組み込んだ一般均衡のフレームワークを考えている[11]。具体的には、「仲間消費」という概念をモデル化し効用関数に反映させている。そして、インターネットの発展は仲間形成を促進していると述べている[11]。

自身の研究について、「伝統理論の継承」と努力を重ねた研究を行っていると述べている。また、国際的な研究発表と自身の所属大学の経済学会への貢献を重視していると述べている。

## 著作

### 著書
- 『国際貿易』（1985年、岩波書店、伊藤元重との共著）ISBN 9784000043342
- 『世界経済のニュー・フロンティア』（1988年、文眞堂、矢内原勝・深海博明との共編）ISBN 978-4-8309-3678-4
- 『国際金融・貿易講義』（1989年、東洋経済新報社、寺西重郎との共編）ISBN 9784492651223
- 『東アジアの国際交流と経済発展』（1993年、文眞堂、高梨和紘との共編）ISBN 9784830941160
- 『国際経済理論の地平』（2001年、東洋経済新報社、編著）ISBN 9784492442715
- 『新訂国際経済学』（2001年、放送大学教材）ISBN 4595305249 ISBN 978-4595305245
- 『国際日本経済論』（2002年、文眞堂、池間誠との共編）ISBN 978-4-8309-4411-6
- 『理論経済学と経済政策：厚生・マクロ・国際経済学』（2018年、岩波書店）ISBN 978-4000255776

### 翻訳
- 『国際マクロ経済学』（1984年、文眞堂）ルーディガー・ドーンブッシュ（著）大山道広、堀内俊洋、米沢義衛（訳）ISBN 9784830926181
- 『現代の貿易政策：国際不完全競争の理論』(1992年、東洋経済新報社) エルハナン・ヘルプマン、ポール・クルーグマン (著) 大山道広 (訳) ISBN 449244145X
- 『クルーグマンミクロ経済学』（2007年、東洋経済新報社）ポール・クルーグマン、ロビン・ウェルス（著）大山道広、石橋孝次、塩澤修平、白井義昌、大東一郎、玉田康成、蓬田守弘（訳） ISBN 978-4492313831
- 『クルーグマンマクロ経済学』（2009年、東洋経済新報社）ポール・クルーグマン、ロビン・ウェルス（著）大山道広、石橋孝次、塩澤修平、白井義昌、大東一郎、玉田康成、蓬田守弘 (訳) ISBN 978-4492313978

### 主要学術論文
- "On the Stability of Generalized Metzlerian Systems." Review of Economic Studies, 1972, 39(2): 193-203.
- "Trade and Welfare in General Equilibrium." Keio Economic Studies, 1972, 72:37-73. Reappeared in International Trade, edited by J. P. Neary, Edward Elgar Pub, 1995.
- "On the Sharing of Trade Gains by Resource-Poor and Resource-Rich Countries." Journal of International Economics, 1978, 8(1): 93-115. (with Murray C. Kemp)
- "The Gain from Free Trade under Conditions of Uncertainty." Journal of International Economics, 1978, 8(1): 139-141. (with Murray C. Kemp)
- "Interindustry Flows, Non-Traded Intermediate Goods and the Theory of Effective Protection: A General Equilibrium Analysis." Journal of International Economics, 1980, 10(4): 567-578. (with Katsuhiko Suzuki)
- "Protection and Factor Mobility." Keio Economic Studies, 1986, 23(2): 57-60.
- "Unemployment and Inflation: Natural Wage Rate Hypothesis." Keio Economic Studies, 1987, 24(2): 11-26.
- "Predictive and Imitative Expectations in Macro-dynamic Theories." Keio Economic Studies, 1988, 25(2): 1-17.
- "Factor Endowments and the Pattern of Commodity and Factor Trade." Keio Economic Studies, 1989, 26(1): 19-29.
- "On the Stability Properties of the Long-Run Stationary Equilibrium in Macro-dynamic Models under Perfect Foresight and Static Expectations." Economics Letters, 1989, 31(4): 299-301.
- "Economic Growth and the Balance of Payments." Journal of the Japanese and International Economies, 1990, 4(3): 292-308.
- "Human Capital and Endogenous Economic Growth." Keio Economic Studies, 1991, 28(1): 1-14.
- "Technology Choice, Overtaking, and Comparative Advantage." Review of International Economics, 1995, 3(1): 224-234. (with Ronald W. Jones)
- "Market, Trade and Welfare in General Equilibrium." Japanese Economic Review, 1999, 50(1): 1-24.
- "Monopolistic Competition, Increasing Returns and International Coordination of Entry Policy." Pacific Economic Review, 2002, 2(3): 197-209.
- "Partial Free Trade Agreements and Economic Welfare: Reconsidering GATT Article 24." Review of Development Economics, 2007, 11(4): 621-628.